# Jakie Quartz (album)
 (avril 2020).
Si vous disposez d'ouvrages ou d'articles de référence ou si vous connaissez des sites web de qualité traitant du thème abordé ici, merci de compléter l'article en donnant les références utiles à sa vérifiabilité et en les liant à la section « Notes et références ».
Pour les articles homonymes, voir Jakie Quartz (homonymie).
Albums de Jakie Quartz
Bravo à Jakie Quartz Présent passé
Jakie Quartz est le cinquième album studio de la chanteuse Jakie Quartz, sorti en 1990.

## Titres
1. Plus fort que tout (Jakie Quartz - Franck Langolff) 5:41
2. Tout ce que tu voudras (Jakie Quartz - Bettie Legler) 3:50
3. Comment faire (Jakie Quartz - Laurent Da Furio) 3:54
4. Tu m'fais chavirer (Jakie Quartz - Philippe Zamora) 3:57
5. Une histoire (Jakie Quartz - Bettie Legler) 3:56
6. Mais dis-moi (Jakie Quartz - Christian Vié) 4:10
7. La nuit dans les villes (Jakie Quartz - Philippe Zamora) 4:01
8. A chacun son destin (Jakie Quartz - Laurent Da Furio) 4:01
9. Comme un rêve (Jakie Quartz - Franck Langolff) 4:10
10. Je n'ai pas pu (Jakie Quartz - Laurent Da Furio) 4:00

## Crédits
Percussions : Patrice Cramer, Marcello Surace 

Basse : Guy Delacroix 

Guitares : Basile Leroux 

Claviers : Sébastien Cortella, Bette Sussman, Patrice Cramer 

Violoncelle : Denis Van Hecke
Chœurs : Michèle et Jean-Jacques Fernandez 

Arrangements : Franck Langolff, Philippe Osman, Bertrand Chatenet, Patrice Cremer, Bette Sussman, Oswaldo, Laurent Da Furio 

Programmation : Philippe Loiseau 

Enregistré au Studio de la Blaque - Aix-en-Provence 

Assistant à l'enregistrement : Henri Adnot 

Assistant au mixage : Patrice Emile 

Mastering : Dyam Music - Yves Delaunay 

Production artistique, enregistrement, mixage : Patrice Cramer 

Photo : Marie-Françoise Prybys 

Conception pochette : Gérard Targowia

## Singles
- Mais dis-moi - 1990
- Tout ce que tu voudras - 1990
- Comme un rêve - 1992